# Siam (film)
Siam è un film del 1954 diretto e co-sceneggiato da Ralph Wright. È il secondo cortometraggio documentario della serie Genti e paesi, e fu distribuito negli Stati Uniti la Vigilia di Natale del 1954 dalla Buena Vista Film Distribution Company.

## Trama
Il documentario illustra la vita quotidiana degli abitanti del Siam, l'attuale Thailandia. Tra le altre cose vengono mostrate le danze tradizionali, un incontro di Muay thai, un gruppo di elefanti al lavoro in una foresta di teck e il viaggio di una famiglia siamese in un sampan lungo khlong.

## Distribuzione

### Data di uscita
Le date di uscita internazionali sono state:
- 24 dicembre 1954 negli Stati Uniti
- 1955 in Svezia
- 22 marzo 1955 nel Regno Unito
- 17 agosto in Danimarca
- 2 settembre in Belgio
- 28 gennaio 1956 in Italia

### Edizioni home video
In Italia il corto fu distribuito in VHS nel 1986, nel terzo volume della collana Popoli e paesi.

## Riconoscimenti
- 1955 – Premio Oscar[1]
  - Candidato per il miglior cortometraggio a Walt Disney
- 1955 – Festival internazionale del cinema di Berlino[2]
  - Piccola targa d'argento a Ralph Wright